# Pythium oligandrum
Pythium oligandrum je druh mykoparazitické řasovky, který napadá mnoho druhů hub včetně příbuzných řasovek. Poprvé byla objevena ve 30. letech 20. století americkým mykologem Charlesem Drechlerem, který ji prvně nesprávně identifikoval jako jednu z dalších fytopatogenních hub. V roce 1965 se podařilo českému vědci Dášovi Veselému zjistit, že Pythium oligandrum je striktně mykoparazitickou houbou a ke svému metabolismu vyžaduje pouze buňky jiných hub. Od 90. let 20. století se vlastnosti této mikroskopické houby začínají využívat v různých oblastech lidského života od domácností po kosmetické přípravky.

## Popis a rozšíření
Mykoparazitická mikromyceta o velikosti 20–40 µm. Vyskytuje se volně v půdách po celém světě. V 1 g půdy lze nalézt 4 až 20 životaschopných zárodků Pythium oligandrum.

## Životní cyklus
Při kontaktu s houbou vyrůstají z oospory větvící se hyfy, které obtáčejí mycelium hostitelské houby a za pomocí enzymu oligandrin ho rozkládají a zároveň si z něj berou živiny pro svůj metabolismus. Na koncích hyf se vytváří zoosporangium, které po prasknutí uvolňuje pohybující se zoospory se dvěma bičíky. Ty opět vyhledají nového hostitele, vytvářejí hyfy, berou živiny ze svého hostitele, vytvářejí oogonium. A celý proces se opakuje, dokud se v okolí nepřestane vyskytovat hostitelská houba. Poté se řasovka zapouzdří do oospory a vyčkává i několik let na nového hostitele nebo odumírá.[zdroj?]

## Využití
V současné době se využívá na boj proti parazitickým houbám v rostlinné prvovýrobě, v chovatelství, proti plísním na zdech a v různých kosmetických přípravcích vhodných proti plísňovým a jiným houbovým onemocněním lidského organismu.

### Kosmetika
V roce 1993 byly zahájeny laboratorní testy, které zjistily, že Pythium oligandrum je vhodné i pro potírání celé řady mikroskopických hub parazitujících na lidském organismu. V roce 1994 studie prokázala nulovou toxicitu k člověku. V roce 1996 byl vyroben první přípravek vhodný pro potlačování mykózy kůže nohou, snižování potivosti a odstraňování pachových symptomů. Během dalších let se zkoumaly příznivé účinky Pythium oligandrum s pozitivním výsledkem na další onemocnění i nemykotického původu (bércové vředy, atopický ekzém, lupénka). V současné době se vyrábějí i kosmetické přípravky vhodné pro lidi s poševní mykózou či paradontózou.

### Rostlinná prvovýroba
V rostlinné prvovýrobě se Pythium oligandrum využívá na ochranu před houbovými fytoparazity některých olejnin, obilnin, zeleniny, ovoce a trvalých kultur (chmel, vinná réva, trávy, lesy a lesní školky).